# Goetheschule (Offenbach am Main)
Die Goetheschule ist eine Grundschule mit rund 650 Schülern in der hessischen Großstadt Offenbach am Main. Namensgeber ist der Dichter Johann Wolfgang von Goethe.
Das 1921 fertiggestellte Schulgebäude ist Kulturdenkmal nach dem Hessischen Denkmalschutzgesetz.

## Geschichte
Die Bevölkerungsentwicklung Offenbachs um 1900 war durch die rasche Industrialisierung und hierdurch ausgelöstes Wachstum der Einwohnerzahl gekennzeichnet. Im Zeitraum von 1901 bis 1921 entstanden daher elf allgemeinbildende Schulen, um den stark steigenden Schülerzahlen gerecht zu werden. So wurde 1912 auch der Bau einer Volksschule auf dem Gelände des ehemaligen Gaswerks an der Bernardstraße beschlossen. Mit dem Bau wurde 1915 begonnen. Wegen des Ersten Weltkriegs mussten die Arbeiten jedoch von 1916 bis 1919 unterbrochen werden und konnten erst 1921 zum Abschluss gebracht werden.
Das Gebäude an der Bernardstraße wurde im Zweiten Weltkrieg beschädigt, die Instandsetzungsarbeiten zogen sich bis 1955 hin.

## Die Schule heute

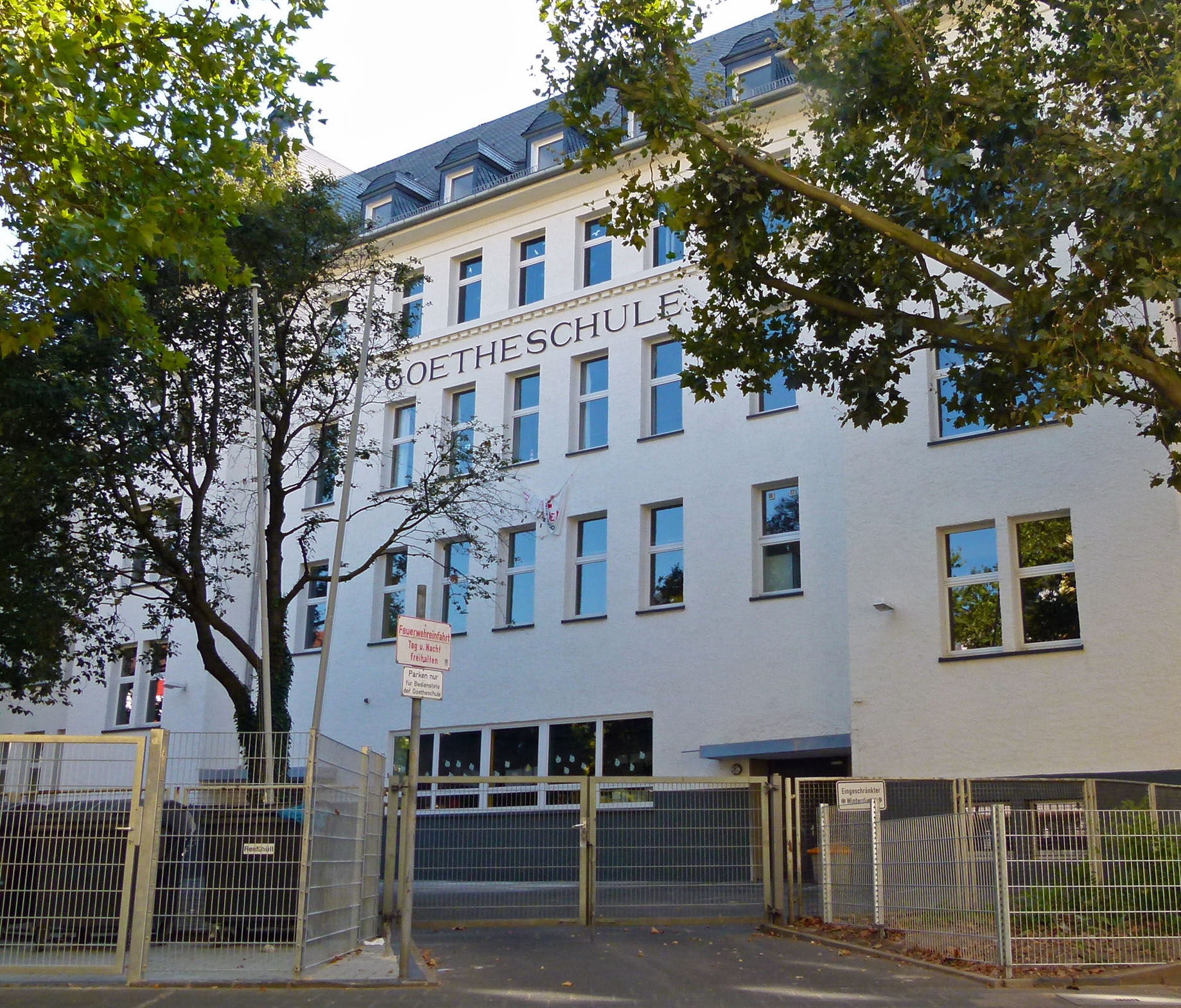
Hauptgebäude der Goetheschule

Die Goetheschule ist mit 650 Kindern aus 45 Nationen die größte Grundschule Offenbachs (Stand: 2016). Die multikulturelle Zusammensetzung der Schülerschaft und die daraus resultierenden Schwierigkeiten hinsichtlich der Sprachkompetenz sowie die schwachen Sozialstrukturen vieler Familien erfordern ein hohes Maß an sozialpädagogischer Kompetenz und ein zeitintensives und persönliches Engagement. Seit 2009 begleitet das Projekt Eltern + Schule: verstehen, mitmachen, begleiten diese Aufgabe. So stehen unter anderem Sprachlotsen in 28 Sprachen zur Verfügung. Zudem wird Frühstück für Schulkinder sowie Hausaufgabenhilfe angeboten.
Die Schule unterrichtet Englisch ab der 3. Klasse. Zudem bietet sie Ganztagsbetreuung an.

## Architektur und Gebäude

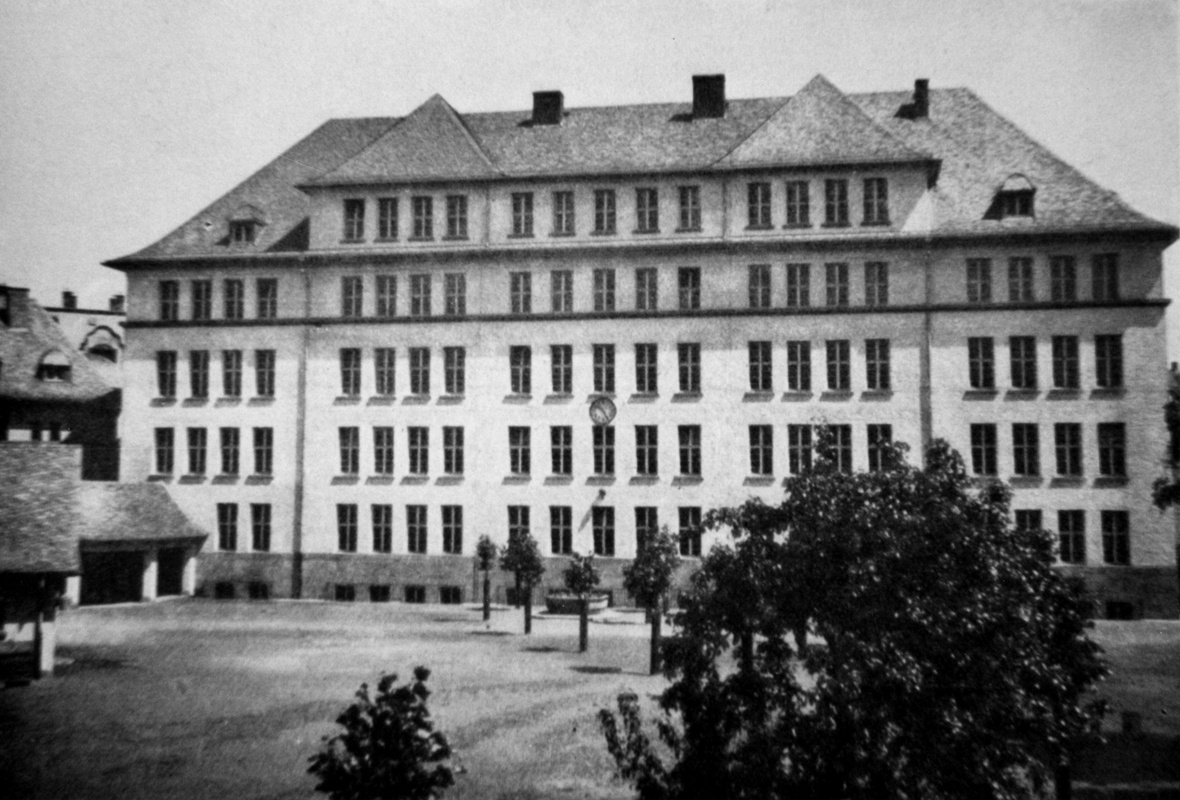
Hauptgebäude der Goetheschule zur Eröffnung

Die Schule wurde an der Ecke Bernardstraße zur Ludwigstraße auf dem Gelände des alten Gaswerkes errichtet. Als Architekt der Volksschule zeichnete Baurat Otto Sander verantwortlich. 1956 erfolgten Um- und Neubauten, eine neue Turnhalle wurde 1959 errichtet. Die alte Turnhalle war im rechten Winkel mittig vor dem Hauptgebäude an der Bernardstraße angebaut. Östlich davon waren im Hauptgebäude die Klassenräume der Mädchen, westlich die der Jungen angeordnet.
Der monumentale viergeschossige Bau charakterisiert sich an seiner Frontseite vor allem durch die beiden Treppenhausrisalite mit bekrönenden Turmhauben im großen schiefergedeckten Walmdach. Die Fassade gliedert sich neben den Treppentürmen symmetrisch in Achsen. Das vierte Geschoss ist niedriger und durch ein Zahnschnittgesims abgesetzt. Das Dachgeschoss war von Anfang an ausgebaut und wird durch kleine Dachgauben belichtet. An der Rückseite ist die Fassade durch Fensterachsen rhythmisch gestaltet. In der Mitte der Fassade befindet sich die Schuluhr. Im Dachbereich ist ein breites Zwerchhaus mit Walmdächern ausgeführt. Seitlich anschließend befinden sich Verbindungsgänge zu den eingeschossigen Toilettenhäusern. Das östliche Toilettenhaus ist noch ursprünglich mit Satteldach und kleinen Fenstern erhalten. Im Hof findet sich weiterhin die modern erbaute Turnhalle.
Im Inneren sind teilweise gliedernde Elemente, wie kannelierte Pilaster und Ausstattungsstücke, zum Beispiel Türen, erhalten.
Das Schulhaus steht unter Denkmalschutz.

## Bekannte Schüler
- Safiye Can (* 1977), Autorin, Dichterin und lyrische Übersetzerin[7]